# San Pietro in Cariano
San Pietro in Cariano (velenceiül San Piero in Carian) település Olaszországban, Veneto régióban, Verona megyében. Lakosainak száma 12 952 fő (2023. január 1.). San Pietro in Cariano Fumane, Negrar di Valpolicella, Pescantina, Verona, Marano di Valpolicella és Sant'Ambrogio di Valpolicella községekkel határos.

## Népesség
A település népességének változása:
| Lakosok száma | 3313 | 3913 | 4099 | 4788 | 5472 | 5787 | 9288 | 12 484 | 12 930 | 12 952 |
|               | 1871 | 1901 | 1911 | 1931 | 1951 | 1961 | 1981 | 2001   | 2011   | 2023   |